# OS X Mavericks
OS X Mavericks, Versionsnummer 10.9, ist die zehnte Hauptversion von macOS, dem Desktop-Betriebssystem von Apple. Es folgte auf OS X Mountain Lion und wurde am 22. Oktober 2013 veröffentlicht. Erstmals ist die ursprünglich als „Mac OS X“ eingeführte Betriebssystemlinie, die das klassische Mac OS vollständig ersetzte, kostenlos über den Mac App Store erhältlich. Vorgestellt wurde es zuvor am 10. Juni 2013 im Rahmen der Worldwide Developers Conference (WWDC) und eine erste Entwicklervorschau herausgegeben.
Mit dem Beinamen „Mavericks“ gibt Apple die langjährige Namensgebung nach Raubkatzen auf. Apple nutzt fortan natürliche Wahrzeichen Kaliforniens, wie eben Mavericks, einem Surfspot. In Cupertino in Kalifornien hat Apple seinen Firmensitz.
Die letzte Aktualisierung war Version 10.9.5 vom 17. September 2014, die letzte Sicherheitsaktualisierung erschien am 18. Juli 2016. Der Nachfolger OS X Yosemite, Version 10.10, erschien am 16. Oktober 2014.

## Änderungen und Neuerungen (Auswahl)
- Finder mit Tabs
- Tagging von Dateien
- Mehrere Bildschirme – Unterstützung für Apple TV, unabhängige Nutzung von (mehreren) Programmen im Vollbildmodus
- iCloud Keychain – Abgleich von Anmelde- und anderen Daten via iCloud, Generierung von Passwörtern, Verschlüsselung mittels AES-256
- Apple Maps – Kartenanwendung mit 3D-Ansichten, Verkehrsanzeige und Navigation, Routen können an iOS-Geräte weitergegeben werden, Anzeige von Karten auch in den Anwendungen Mail, Kalender und Kontakte
- iBooks – Anwendung zum Anzeigen von E-Books, Synchronisation mit iOS-Pendants
- Kalender – Vorschlag von Points of Interest (POI) in der Nähe beim Erstellen von Einträgen, Anzeige von Wetterinformationen und Reisezeiten
- Safari – neue Seitenleiste, verbesserte Leistung (Nitro Tiered JIT, Fast Start), verminderter Energieverbrauch für Seiten im Hintergrund und unerwünschte, über Plugins angezeigte Inhalte (Safari Power Saver)
- Mitteilungszentrale – erweiterte Möglichkeiten bei Benachrichtigungen, wie beispielsweise unmittelbares Beantworten einer Nachricht oder Löschen einer eingegangenen E-Mail, Anzeige von Benachrichtigungen ausgewählter Websites, Darstellung von Benachrichtigungen in Abwesenheit
- Timer Coalescing – vermindert CPU-Belastung[3]
- App Nap – reduzierter Energieverbrauch durch Einfrieren nicht benötigter Anwendungen[3]
- Komprimierter Arbeitsspeicher – verbesserte Speicherverwaltung durch Komprimieren inaktiver Prozesse[3]
- energieeffizientere Wiedergabe von iTunes-HD-Inhalten[3]
- SMB2 Filesharing – Server Message Block Version 2 (SMB2) löst das Apple Filing Protocol (AFP) als Standardprotokoll für Dateifreigaben ab. AFP findet aber zum Beispiel bei Apples Backuplösung Time Machine noch weiterhin Anwendung.[4]
- iTunes – synchronisiert Kontakte, Kalender, E-Mail-Konten und Safari-Lesezeichen nicht mehr via USB-Kabel-Verbindung. Alle anderen Inhalte können weiterhin über USB-Kabel synchronisiert werden.
- Daten-Synchronisation – Die bisherige Synchronisation über das Programm iTunes war in der Version 10.9.1 und 10.9.2 nur noch über Cloud-Lösungen wie Apples iCloud möglich,[5] mit der OS-X-Version 10.9.3 und iTunes 11.2 wurde der lokale Abgleich wieder möglich.[6] Anbieter von Drittlösungen haben keinen Zugriff mehr auf die Synchronisation von Kontakten, Kalendern, Notizen sowie Aufgaben und stellen diese ein.[7][8]

Neuerungen in OS X Server (Auswahl)
- Xcode Server
- Caching Server 2
- verbesserte Verwaltung von Profilen

## Systemanforderungen
OS X Mavericks, Version 10.9 von macOS, ist mit der gleichen Hardware kompatibel wie der Vorgänger OS X Mountain Lion (Version 10.8):
- iMac (ab fünfte Generation, August 2007)
- MacBook (ab 13″-Unibody-Modell, 2008, ab 13″-Modell, Anfang 2009)
- MacBook Pro (ab 13″-Modell, siebte Generation Juni 2009; ab 15″- und 17″-Modell, dritte Generation Juni 2007)
- MacBook Air (ab Ende 2008)
- Mac mini (ab dritte Generation März 2009)
- Mac Pro (ab Januar 2008)
- Xserve (ab Frühjahr 2009)

Für die Aktualisierung einer bestehenden Installation muss Mac OS X 10.6.8 (Snow Leopard) oder eine neuere Version installiert sein. OS X Mavericks ist dann kostenlos erhältlich, auch zukünftige OS-X-Versionen sollen kostenlos angeboten werden.

## Versionsgeschichte
| OS-X-Version | -Build  | Darwin-Version | Erscheinungsdatum  | Anmerkung |
| ------------ | ------- | -------------- | ------------------ | --- |
| 10.9.0       | 13A603  | 13.0.0         | 22. Oktober 2013   | Erste veröffentlichte Version |
| 10.9.1       | 13B42   | 13.0.0         | 16. Dezember 2013  | Fehlerbehebungen, Sicherheitsupdates, verbesserte Gmail-Integration, Safari 7.0.1 |
| 10.9.2       | 13C64   | 13.1.0         | 25. Februar 2014   | Fehlerbehebungen, Sicherheitsupdates, weitere Funktionen für FaceTime und iMessage |
| 10.9.2       | 13C1021 | 13.1.0         | 22. April 2014     | Sicherheitsupdate 2014-002 Mavericks |
| 10.9.3       | 13D61   | 13.2.0         | 15. Mai 2014       | Fehlerbehebungen, Sicherheitsupdates, verbesserte Unterstützung von 4K-Monitoren, Synchronisierung von Kontakten und Kalendern zwischen Macs und iOS-Geräten bei USB-Verbindung, Safari 7.0.3 |
| 10.9.4       | 13E28   | 13.3.0         | 30. Juni 2014      | Fehlerbehebungen, Sicherheitsupdates, Safari 7.0.5 |
| 10.9.5       | 13F34   | 13.4.0         | 17. September 2014 | Fehlerbehebungen, Sicherheitsupdates, Safari 7.0.6 |
| 10.9.5       | 13F34   | 13.4.0         | 16. Oktober 2014   | Sicherheitsupdate 2014-005 Mavericks |
| 10.9.5       | 13F34   | 13.4.0         | 27. Januar 2015    | Sicherheitsupdate 2015-001 Mavericks |
| 10.9.5       | 13F1066 | 13.4.0         | 9. März 2015       | Sicherheitsupdate 2015-002 Mavericks |
| 10.9.5       | 13F1077 | 13.4.0         | 8. April 2015      | Sicherheitsupdate 2015-004 Mavericks |
| 10.9.5       | 13F1096 | 13.4.0         | 30. Juni 2015      | Sicherheitsupdate 2015-005 Mavericks |
| 10.9.5       | 13F1112 | 13.4.0         | 13. August 2015    | Sicherheitsupdate 2015-006 Mavericks |
| 10.9.5       | 13F1134 | 13.4.0         | 21. Oktober 2015   | Sicherheitsupdate 2015-007 Mavericks |
| 10.9.5       | 13F1507 | 13.4.0         | 8. Dezember 2015   | Sicherheitsupdate 2015-008 Mavericks |
| 10.9.5       | 13F1603 | 13.4.0         | 19. Januar 2016    | Sicherheitsupdate 2016-001 Mavericks |
| 10.9.5       | 13F1712 | 13.4.0         | 21. März 2016      | Sicherheitsupdate 2016-002 Mavericks |
| 10.9.5       | 13F1808 | 13.4.0         | 16. Mai 2016       | Sicherheitsupdate 2016-003 Mavericks |
| 10.9.5       | 13F1911 | 13.4.0         | 18. Juli 2016      | Sicherheitsupdate 2016-004 Mavericks |

## Kritik
Die Synchronisierung von Terminen und Adressen zwischen iPhone oder iPad und dem Rechner sah Apple mit der Einführung von Mavericks nur noch über die iCloud vor, während dies vorher auch über USB möglich war. Die Synchronisierung von Terminen und Adressen setzte damit eine WLAN-Verbindung voraus. Ab Version 10.9.3 wurde die Synchronisierung über USB unter iTunes 11.2 wieder eingeführt.